# Henri Buffet
Henri Buffet, né le 15 mars 1896 à Luzy (Nièvre) et mort le 30 juin 1983 à Bandol (Var), est un homme politique français.

## Détail des fonctions et des mandats
Mandat parlementaire
- 8 décembre 1946 - 7 novembre 1948 : Sénateur d'Indre-et-Loire